# Mark Bonnar
Mark Bonnar est un acteur Britannique né le 19 novembre 1968 à Édimbourg.

## Biographie
Mark Bonnar s'est marié avec l'actrice Lucy Gaskell le 28 décembre 2007. Ils ont 2 enfants, Martha née en 2011 et Samuel né en 2015.

## Filmographie partielle

### Cinéma
- 2016 : Ransom Games (Billionaire Ransom) de Jim Gillespie
- 2019 : Alex, le destin d'un roi (The Kid Who Would Be King) de Joe Cornish
- 2021 : La Ruse (Operation Mincemeat) de John Madden
- 2023 : Napoleon de Ridley Scott

### Télévision
- 2005 : Afterlife (1 épisode)
- 2005-2006 : Casualty (23 épisodes)
- 2009 : Paradox (5 épisodes)
- 2011 : Doctor Who, 2 épisodes : La Chair vivante, première partie et La Chair vivante, deuxième partie
- 2012 : Line of Duty (6 épisodes)
- 2012 : The Paradise (2 épisodes)
- 2013-2021 : Shetland (29 épisodes)
- 2015 : Unforgotten (6 épisodes)
- 2015-2019 : Catastrophe (20 épisodes)
- 2017 : Sous influence (Apple Tree Yard) (4 épisodes)
- 2018 : Humans (7 épisodes)
- 2019 : Petit Meurtre entre frères (Guilt) (8 épisodes)
- 2020 : Quiz (3 épisodes)
- 2022 : Litvinenko (4 épisodes)